# Universidad Keniata
La  Universidad Keniata (en suajili, Chuo Kikuu cha Kenyatta) es una universidad keniata. 
A octubre de 2014, es una de las veintitrés universidades públicas del país.

## Ubicación
El campus principal de la Universidad se localiza en Kahawa, Condado de Kiambu, Ruiru Constituency, aproximadamente a 18 km, por ruta, al noreste del central business district de Nairobi, la ciudad capital de Kenia, Nairobi-Thika Road.
La lista de campus de la UK incluye las siguientes localidades:
1. Main Campus - Kahawa, Nairobi
2. Ruiru Campus - Ruiru
3. Parkland Campus - Parklands
4. Kitui Campus - Kwa Vonza
5. Mombasa Campus - Mombasa
6. City Centre Campus - Nairobi Central Business District
7. Nyeri Campus - Nyeri
8. Nakuru Campus - Nakuru
9. Kericho Campus - Kericho
10. Dadaab Campus -Dadaab
11. Embu Campus - Embu
12. Arusha Campus - Arusha, Tanzania
13. Kigali Campus - Kigali, Ruanda[4]